# Wennberg & Ramstedt Ångkvarns AB

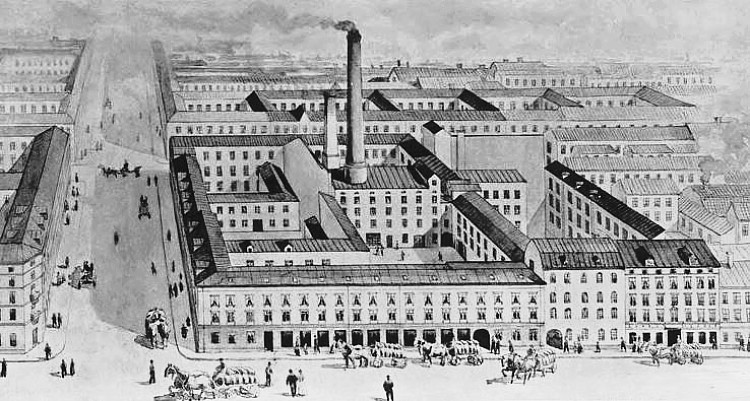
Wennberg & Ramstedts Ångqvarnaktiebolaget omkring 1900.
Till vänster syns Regeringsgatan och Jakobsgatan i förgrunden.

Wennberg & Ramstedt Ångkvarns AB var en ångmaskindriven mjölkvarn i kvarteret Jericho vid Regeringsgatan/Jakobsbergsgatan på Norrmalm i Stockholm. Anläggningen existerade mellan 1870 och 1907. På platsen uppfördes bland annat Televerkets hus.

## Historik
| August Ramstedt och Frans Wennberg. |  | August Ramstedt och Frans Wennberg. |
| August Ramstedt och Frans Wennberg. |  |                                     |

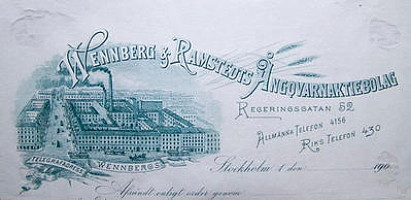
Företagets brevhuvudet.

Början till Wennberg & Ramstedts kvarnanläggning var det Wennbergska bageriet som drevs av familjen Wennberg sedan 1800-talets början i kvarteret Jericho. Under Frans Wennberg (1826–1891) kom bageriet successivt omvandlas till en industriell driven mjölkvarn. Han övertog bagerirörelsen efter sin mor och halvbror och drev den till en början enbart som bageri. Den spannmål han inköpte lät han mala vid en av de talrika väderkvarner och vattenkvarnar som fanns vid den tiden i och omkring Stockholm. Leveranserna var dock beroende på tillgång av vind respektive vatten och därför opålitliga. 1862 beslöt därför Wennberg, som var utbildad ingenjör, att bygga en egen kvarn, driven av en ångmaskin, tidens nya oberoende kraftkälla. 
Anläggningen växte med tiden och så småningom maldes mera korn än vad bageriet behövde för egen del och Wennberg började sälja sitt mjöl. För att utvidga kundkretsen knöt han en kompanjon till projektet; August Ramstedt (1837–1907), innehavare av den gamla Ramstedtska spannmålshandeln på Lilla Vattugatan (nuvarande Herkulesgatan). 
Tillsammans bildade de 1870 Wennberg & Ramstedts Ångqvarn som raskt ökade i storlek. Wennberg köpte spannmål och malde medan Ramstedt skaffade kunderna genom sitt stora kontaktnät. Anläggningen utvidgades alltmer och tomterna mellan Jakobsbergs- och Lästmakargatan sammanfördes till en helhet genom nya tomtköp. Bageriet hade då avvecklats och Wennberg satsade uteslutet på sin kvarnrörelse. Wennberg åtnjöt högt anseende och ärades för sina insatser med Vasaordens riddartecken.
År 1884 ombildades firman till aktiebolag med ett aktiekapital av 600 000 kronor och med Frans Wennberg som disponent. Som sådan kvarstod han till sin död 1891 då sonen August Wennberg (1858-1922) övertog ledningen. Själva kvarnen drevs av två ångmaskiner som tillsammans hade en effekt om 550 hästkrafter. Som mest hade kvarnen 30 par kvarnstenar och ett 70-tal anställda. Anläggningen belystes av elektriska glödlampor som fick sin elektricitet från en egen ångdriven dynamo. I kvarteret söder om Jericho fanns magasin, verkstäder och stall med ett 30-tal hästar som stod i förbindelse med själva kvarnen via en tunnel under gatan.

### Kvarnverksamheten avvecklas
År 1907 avled August Ramstedt. Samtidigt började Stockholms stad bli allt mer restriktivt inställd gällande störande industrier med höga, rykande fabriksskorstenar i Stockholms innerstad. Verksamheten i kvarteret Jeriko avvecklades. På kvarntomtens västra del (mot Regeringsgatan) lät Wennberg & Ramstedt Ångkvarns AB 1907–1908 uppföra två bostadshus efter ritningar av arkitekt Ernst Stenhammar. Tomtens östra del såldes till svenska staten och där restes Telegrafverkets nya byggnad som stod färdig 1912, arkitekt Aron Johansson (se Televerkets hus, Jakobsbergsgatan). Wennberg & Ramstedt Ångkvarns AB figurerade därefter som fastighetsägare för flera fastigheter runtom i Stockholm.

### Bilder

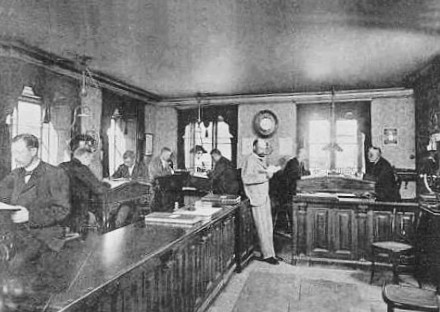
Kontoret.
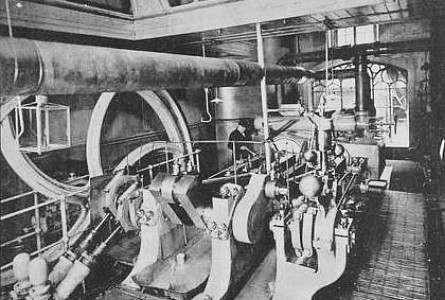
Ångmaskinen.
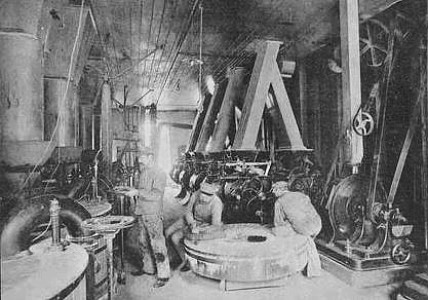
Kvarnen.
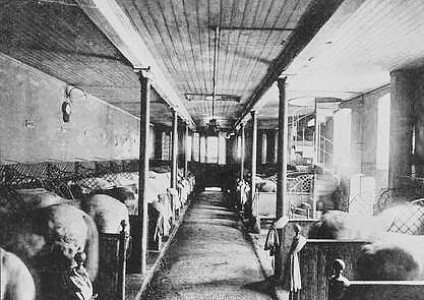
Häststallet.